# North Lancaster
North Lancaster – miasto w Stanach Zjednoczonych, w stanie Wisconsin, w hrabstwie Grant.